# Alissa Arkadjewna Ganijewa

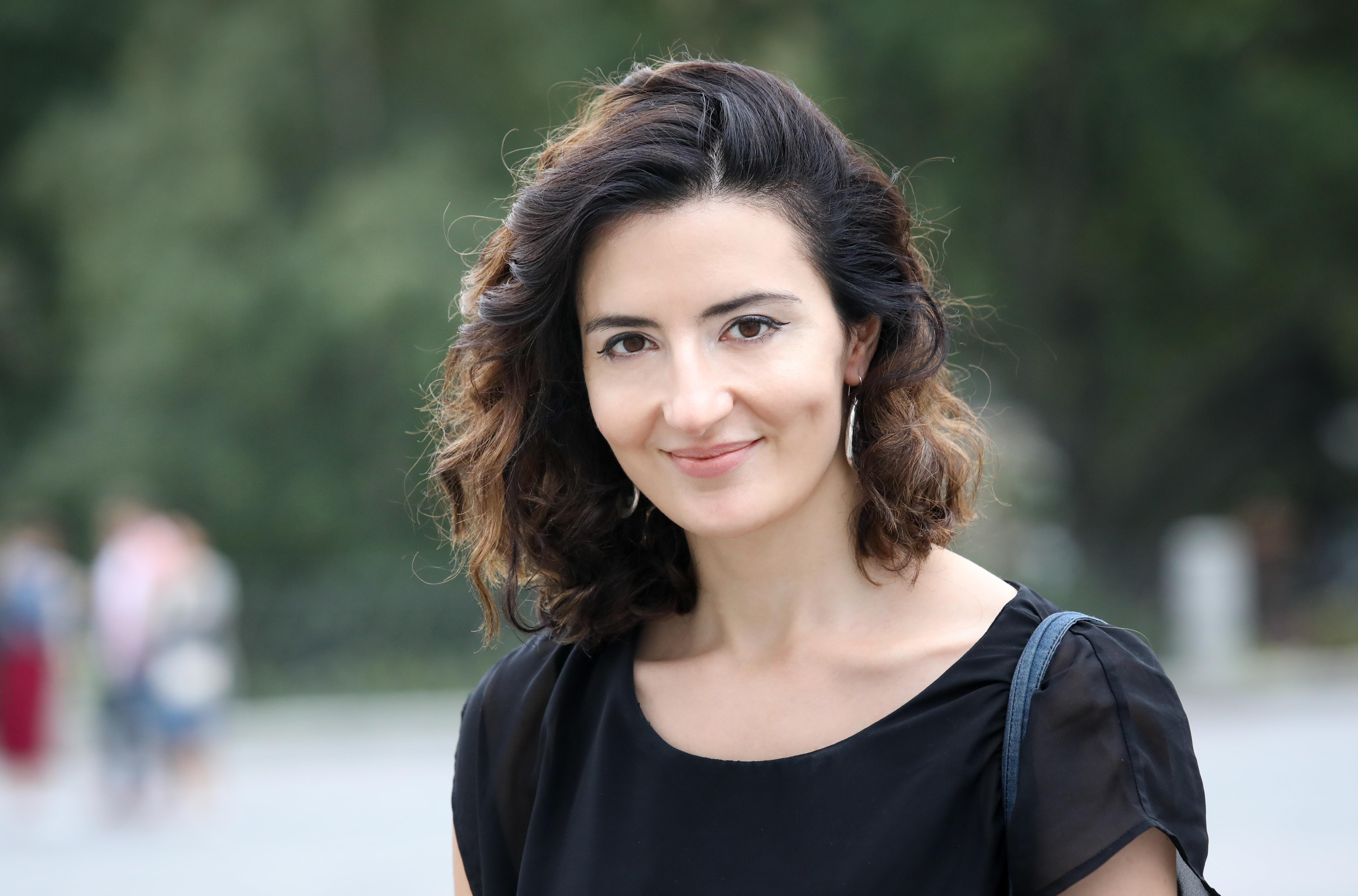
Alissa Ganijewa (2020)

Alissa Arkadjewna Ganijewa (russisch Алиса Аркадьевна Ганиева; * 23. September 1985 in Moskau, Sowjetunion) ist eine russischsprachige Schriftstellerin und Literaturkritikerin, die seit 2022 im Exil lebt.

## Leben und Werk
Alissa Ganijewa wurde 1985 in Moskau geboren und ist awarischer Abstammung. Sie lebte bis 2003 in Machatschkala in Dagestan. Sie besuchte danach das Moskauer Gorki-Literaturinstitut.
Ganijewas Werke wurden in russischen Periodika wie „Snamja“, „Nowy Mir“, „Oktjabr“ und „Fragen der Literatur“ abgedruckt, aber auch in Wochenzeitungen wie „Literaturnaja Rossija“ und „NG. Ex Libris“. Ganijewa ist Redakteurin der Literaturbeilage der Moskauer Tageszeitung Nesawissimaja gaseta und lebte bis zu ihrer Emigration in Moskau. Sie schreibt auch Märchen.
Seit 2008 ist Ganijewa Mitglied der Redaktion der Zeitschrift „Literaturnaja utschoba“.
Das Debütwerk Salam tebe, Dalgat, welches 2010 zusammen mit anderen 'dagestanischen Texten' der Autorin unter einem männlichen Pseudonym als Buch erschien, rief viele Reaktionen hervor. Besonders hervorgehoben wurde, dass erstmals ein Werk nicht über den Tschetschenien-Krieg – wie beispielsweise die Erzählungen Makanins – und auch nicht ein der traditionellen, folkloristisch geprägten und sich stets wiederholenden dagestanischen Volksliteratur zuzuordnendes Werk erschienen sei, sondern ein wirklich eigenständiges Porträt des Lebens im Dagestan von heute – Anfang des 21. Jahrhunderts.
Am 2. Oktober 2009 fand im Moskauer „Museum des Silbernen Zeitalters“ die Präsentation der Gruppe „PoPuGan“ statt, zu der Ganijewa zählt.
Bei einem Treffen von Kulturschaffenden mit Präsident Dmitri Anatoljewitsch Medwedew schlug Ganijewa vor, die Übersetzung russischer Literatur in andere Sprachen zu fördern. Medwedew unterstützte diesen Vorschlag „zu hundert Prozent“ und beauftragte die Regierung Wladimir Putins, bis zum 15. September 2011 Vorschläge zu machen, wie die literarische Übersetzung russischer Literatur gefördert werden könne.
Im März 2015 beschrieb sie, wie sich das Leben in Russland nach der Annexion der Krim 2014 verändert hatte. Sie sprach von einer „Informationsblockade“ und darüber, wie sich Freunde veränderten und wie sie „verdächtigt werde, die Heimat nicht zu lieben“. Dass die Mehrheit fest überzeugt sei von dem, was im russischen Fernsehen erzählt wird, bezeichnete sie als „gefährlich“ und beklagte die russische Tradition der Denunziation.
Im Juni 2017 beschrieb sie die Anliegen der jungen Demonstranten gegen Putin: Im Juni seien die Demonstrationen viel ernster gewesen als im März, als es vor allem um Korruption ging und es vorab ein „gefährlicher Spaß“ gewesen war, teilzunehmen. Zur neuen (alten) russischen Nationalhymne sagte Ganijewa: „Ich kann diese Hymne nicht singen“.
Im März 2022 gehörte Ganijewa zu den Unterzeichnern eines Appells russischsprachiger Schriftsteller an alle Russisch sprechenden Menschen, innerhalb Russlands die Wahrheit über den Krieg in der Ukraine zu verbreiten. Sie hat Russland verlassen und lebte unter anderem in Kasachstan und in Berlin mit einem Stipendium des Wissenschaftskollegs zu Berlin.

## Auszeichnungen
- 2005: Preisträgerin „Für das interessanteste Debüt“ der Wochenzeitschrift „Literaturnaja Rossija“
- 2005: „Chrustalnaja rosa Wiktora Rozowa“ (2007) und des Literaturpreises von Woloschinsk
- 2008: Preisträgerin des Moskauer Gorki-Literaturinstitutes in der Kategorie „Unzeitgemässe Gedanken“
- 2009: Preis der Zeitschrift „Oktjabr“ für ihre Literaturkritik
- 2009:„Debüt“-Preis des Wettbewerbs „Grosse Prosa“ unter dem Pseudonym Gulla Chiratschew für den Prosatext Salam tebe, Dalgat
- 2010: Finalistin beim Literaturpreis Juri Pawlowitsch Kasakow

## Werke
- Salam tebe, Dalgat. AST, 2010, ISBN 978-5-17-069107-4, ISBN 978-5-271-29617-8.
- Prazdničnaja gora. AST, Astral, Moskau 2012, ISBN 978-5-271-44515-6.
  - Die russische Mauer. Übers. Christiane Körner. Suhrkamp, Berlin 2014, ISBN 978-3-518-42425-4.
- Ženich i nevesta. AST, Moskau 2015, ISBN 978-5-17-090287-3.
  - Eine Liebe im Kaukasus. Roman. Übers. Christiane Körner. Suhrkamp, Berlin 2016, ISBN 978-3-518-42554-1.
- Oskorblennye čuvstva.
  - Verletzte Gefühle. Roman. Übers. Johannes Eigner. Wieser, Klagenfurt 2021, ISBN 978-3-99029-458-1.
  - Erzählungen: Der Absturz und Mütter und Väter, In: St. Chotiwari-Jünger  (Hrsg. und Übers.): Awarische Prosa, BoD, Norderstedt 2020, SS. 119–128; ISBN 978-3-7519-5900-1.
  - Das Fest im Dorf. Erzählung. Aus dem Russischen von Christiane Körner. In: Sinn und Form 4/2024, S. 366–375, ISBN  	978-3-943297-77-5